# Luna Lovegood
Luna Lovegood (1981. február 13.–) Joanne Kathleen Rowling Harry Potter című könyvsorozatának egyik szereplője, boszorkány, kitalált személy. Karakterét a könyvekből készült azonos című filmekben Evanna Lynch alakítja.
A Harry Potter sorozat egyik szereplője, először a Harry Potter és a Főnix Rendjében találkozunk vele, de említik a Lovegood nevet a Harry Potter és a Tűz Serlegében is. Luna Harryékkel tart a mágiaügyi minisztériumba, hogy megmentse Sirius Blacket. Bár első látásra úgy tűnik, hogy hibbant, hiszen, olyan dolgokban hisz, amelyekben senki más, aki épeszűnek vallja magát (ez okból csúfolni szokták Lüke Lovegoodnak és Lüke Lunának) valójában intelligens. Még a ruhái, ékszerei is meglehetősen szokatlanok. Külsőre hosszú, szőke hajú, kissé dülledt, kék szemű. Egy évvel fiatalabb, mint Harry Potter, a háza pedig a Hollóhát. Anyja felrobbantotta magát egy üst hajkékítő főzettel. Luna apjával, Xenophilius Lovegooddal él, aki a Hírverő szerkesztője.
Luna később hozzámegy Goethius Salmander unokájához, Rolf Salmanderhez. Két fiúgyermekük születik: Lorcan és Lysander, ikrek.